# آهنگ کار مبارک
«آهنگ کار مبارک» ترانه‌ای از ترانه‌ای از فیلم افسون‌زده است که توسط هنرمند اهل ایالات متحده آمریکا، ایمی آدامز خوانده شده‌است.
این قطعه نوشته و ساخته‌شده توسط استفان شوارتز و آلن منکن می‌باشد.